# Васил Цанов (министър на земеделието)
 Тази статия е за министъра на земеделието.  За министъра на транспорта вижте Васил Цанов (министър на транспорта).  
Васил Цанов Василев. e български политик и държавник от БКП.

## Биография
Васил Цанов е роден е на 30 март 1922 г. в с. Лъжене, Орханийско. Братовчед е с Васил Цанов – министър на транспорта през периода 1973 – 1988 г. И двамата са известни като Васил Цанов. Влиза в РМС пре 1939 г., а в БКП през 1946. На следващата година завършва Висшия селскостопански институт „Георги Димитров“. Започва работа като стажант-агроном в Ботевград и преподава в местния Селскостопански техникум. През януари 1953 г. е избран за секретар на ОК на БКП в Ботевград. В периода 1958 – 1973 г. е председател на Обединеното ТКЗС „Ботевградска комуна“. От 1973 г. е председател на Съвета на секретарите на общинските партийни комитети към АПК в Ботевград. Между 1974 и 1976 г. е генерален директор на ДСО „Сортови семена“.. Между 1976 и 1978 г. е първи заместник-министър на земеделието и хранителната промишленост.
До 1976 г. Васил Цанов е председател на Аграрно-промишления комплекс, Трудовец.
От 1978 г. е първи заместник-министър на земеделието с ранг на министър. Заема поста до април 1979 г., когато е създаден Националният аграрно-промишлен съюз (изпълнявал по онова време функциите на министерство на земеделието до 1986 г.), като Васил Цанов е избран за негов първи председател и като такъв е министър на земеделието.
През април 1981 г. е избран за секретар на ЦК на БКП по селското стопанство и предава през май поста председател на НАПС (министър на земеделието) на Александър Петков. Остава секретар на ЦК на БКП до ноември 1989 г.
Герой на социалистическия труд (1982), носител на ордените „Георги Димитров“ и „13 века България“.
Васил Цанов умира в с. Трудовец през 1994 г.